# Tắm

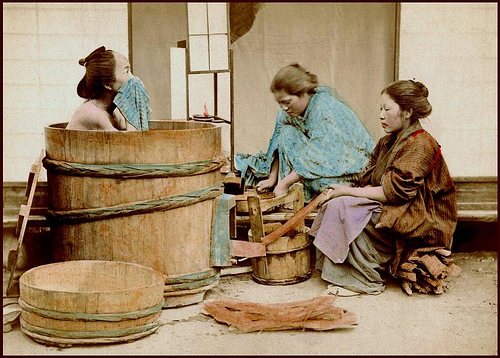
Một Samurai đang tắm

Tắm là việc làm sạch cơ thể ở người và động vật.

## Lịch sử
Từ thời nguyên thủy, con người đã biết dùng cỏ cây để kì cọ cơ thể khi đứng dưới trời mưa để làm sạch cơ thể. Đến thời hiện đại, tắm không chỉ là việc làm sạch cơ thể mà còn có thể giúp trị bớt một số bệnh (tắm nước nóng).

## Tác dụng trong y học
Tắm giúp trị một số bệnh như đau cơ, nhức mỏi cơ thể, giúp bài tiết chất độc ra khỏi cơ thể và làm sảng khoái tinh thần, minh mẫn đầu óc.